# Griete Daegens
Griete Daegens (geboren vor 1408 vermutlich in Zwolle; gestorben 12. April 1452 in Diepenveen) war eine niederländische Ordensfrau.

## Leben
Griete Daegens gehörte zu den ersten Schwestern, die 1408 in das Kloster Diepenveen, dem ersten Frauenkloster der Devotio moderna, eintrat. Im Schwesternbuch ist verzeichnet, dass sie bereits als junges Mädchen in das Meester-Geertshuis in Deventer eingetreten war. Da sie sich jedoch zum weltlichen Leben hingezogen fühlte, kehrte sie in ihr Elternhaus zurück. Doch auch damit war sie nicht glücklich. In das Meester-Geertshuis konnte sie nicht mehr zurückkehren, so entschloss sie sich, sich den Frauen anzuschließen, die beim Aufbau des neuen Klosters in Diepenveen halfen.
Dort wurde Griete Daegens zur Subpriorin gewählt. Diese Position hatte sie zwei Jahre lang inne. Anschließend wurde sie zur Priorin des Klosters Barbarendaal in Tienen gewählt, ein Amt, das sie zehn Jahre lang ausübte. Danach kehrte sie nach Diepenveen als gewöhnliche Schwester zurück, wurde jedoch erneut zur Priorin gewählt, diesmal im Kloster Bethanië bei Arnheim. Nachdem ihre Versuche, das Kloster im Sinne der Windesheimer Chorherren zu reformieren, gescheitert waren, kehrte sie nach Diepenveen zurück, nur um sofort erneut losgeschickt zu werden, diesmal zum Kloster Klaarwater in der Nähe von Hattem. Auch hier konnte sie keinen Erfolg verzeichnen. Ihre Nachfolgerin in Hattem war ihre Mitschwester Hille Sonderlants. Griete Daegens starb in hohem Alter in Diepenveen, am Tag nach dem Fest des heiligen Papstes Leo dem 11. April 1452.